# Apogonia solorensis
Apogonia solorensis är en skalbaggsart som beskrevs av Moser 1913. Apogonia solorensis ingår i släktet Apogonia och familjen Melolonthidae. Inga underarter finns listade i Catalogue of Life.